# Senti chi parla 2
Senti chi parla 2 (Look Who's Talking Too) è un film del 1990 diretto da Amy Heckerling, con John Travolta e Kirstie Alley. È il seguito di Senti chi parla.

## Trama
Alcuni mesi dopo la precedente avventura, Mollie e James si sono sposati e formano una famiglia col piccolo Mickey. Rimasta incinta, Molly dà alla luce la piccola Julie. All'inizio Mikey è entusiasta di essere diventato un fratello maggiore, ma poco a poco inizia a provare risentimento verso sua sorella: la piccola è infatti fastidiosa, piange di continuo e il bambino deve condividere con lei i giocattoli e le attenzioni dei suoi genitori; Julie, al contrario, lo trova viziato e insopportabile. I due si trovano perciò a litigare di continuo.
Più avanti, a James viene offerto un posto da pilota a tempo pieno; questo mette a dura prova la sua relazione con Molly, che si trova a dover gestire le prolungate assenze del marito e l'astio che i suoi genitori hanno verso di lui. Dal canto suo, James crede che Mollie sia iperprotettiva verso i suoi bambini e troppo ansiosa nei suoi confronti. La situazione si complica quando Stuart, il fratello minore di Mollie, chiede temporaneamente ospitalità in casa loro: Mollie accetta senza prima consultare James, che rimane offeso. Quando Stuart manifesta una serie di comportamenti stravaganti e pericolosi nei confronti dei bambini, James pretende che egli se ne vada immediatamente; di fronte alle resistenze di Mollie, James raggiunge il punto di rottura e se ne va. Mikey ritiene Julie responsabile della separazione, e diventa ancora più truce nei suoi confronti.
Poco dopo Rona, un'amica di Mollie, si trasferisce a casa loro e inizia a frequentare Stuart. Durante una passeggiata insieme a James e Julie, Mickey si rende finalmente conto di essere stato troppo duro con sua sorella, e comprende che non era lei la causa della rottura dei genitori. Più tardi, Julie muove i suoi primi passi: Mollie è entusiasmata, ma subito si rattrista quando si rende conto che James non è lì a condividere il momento; la donna chiama allora il marito per parlare con lui, e i due assistono felici alla prima volta che Mickey riesce ad andare in bagno da solo.
Tempo dopo, James è costretto a volare nonostante una massiccia tempesta che imperversa nella zona; Mollie, preoccupata, lascia Mikey e Julie alle cure di Stuart e corre all'aeroporto. Mentre lei è via, un rapinatore si intrufola nell'appartamento e Stuart lo rincorre con la sua pistola, dimenticando Mikey e Julie da soli. Da un fornello lasciato incautamente acceso si sviluppa un incendio: istintivamente, Mickey porta Julie in salvo e promette di prendersi cura di lei per sempre.
Nel frattempo, il volo di James viene cancellato: quando si trova Mollie davanti, l'uomo le chiede se è felice di aver avuto ragione, ma lei gli risponde che lo ama e che non le importa più chi ha ragione. Finalmente riappacificatisi, i due tornano a casa e la trovano avvolta dalle fiamme: dopo un attimo di panico, vedono Mickey uscire dall'ascensore con Julie nel suo passeggino. James riesce a spegnere l'incendio prima che si verifichino danni gravi, e Mollie ammette che lasciare i bambini con Stuart è stata una pessima idea.
Giorni dopo, a un barbecue di famiglia, Julie e Mickey conversano su quanto siano strani gli adulti. Julie è grata a Mickey per averla salvata dal fuoco, e lui comprende quanto l'uno sia importante per l'altro. I due se ne vanno insieme mano nella mano.

## Produzione
La pellicola è stata realizzata fra Vancouver e New York; parte delle scene sono state realizzate presso gli North Shore Studios di Vancouver. 
Joan Rivers, che doppiava Julie al termine del primo film, a causa di conflitti con altri ruoli, declinò il ritorno, mentre per la voce di Eddie inizialmente si era inizialmente pensato a Richard Pryor.

## Personaggi
- Mikey Ubriacco: interpretato da Lorne Sussman, doppiato da Bruce Willis nella versione originale e da Paolo Villaggio nella versione italiana. È già stato conosciuto nel primo film della saga (Senti chi parla); in questo secondo film è cresciuto e sta cominciando a capire le divergenze dei maschi e delle femmine, ma anche che a una certa età bisogna fare i propri bisogni nel vasino.
- Julie Ubriacco: interpretata da Megan Milner all'età di 1 anno e da Georgia Keithley fino ai 4 mesi. Doppiata nella versione originale da Roseanne Barr e nella versione italiana da Anna Mazzamauro. Julie è la nuova sorellina di Mikey ed è molto più matura di lui nonostante sia più piccola.
- James Ubriacco: interpretato da John Travolta. James stavolta sposato con Mollie, scopre di non essere amato dalla madre di lei per il suo scarso impegno nel lavoro e il suo bassissimo stipendio. Quindi la suocera lo aiuta proponendogli un lavoro che lui ama: fare il pilota di aerei.
- Mollie Jensen in Ubriacco: interpretata da Kirstie Alley. Mollie si ritrova ad essere madre di nuovo, questa volta però al suo fianco c'è James. Ma l'arrivo del fratello che ama complicherà il loro rapporto.
- Stuart: interpretato da Elias Koteas. Stuart è il fratello di Mollie. È odiato da James perché ha una pistola che porta sempre con sé. È un tipo solitario, indifferente, sempre in giro con le donne e sfacciato nei confronti di James.
- Rona: interpretata da Twink Caplan. Rona è la miglior amica di Mollie. Cambia uomo ogni giorno ed è indifferente ai problemi. Sembra però convinta di frequentare Stuart, il fratello di Mollie, conosciuto grazie a quest'ultima.
- Eddie: interpretato da Danny Pringle, doppiato da Damon Wayans nella versione originale e da Lino Banfi nella versione italiana. È il miglior amico di Mikey ed è sempre pronto a dargli dei consigli. Secondo la sorellina di Mikey, Julie, Eddie è il "socio" di suo fratello. Grazie ad Eddie, Mikey scopre il "mostro del gabinetto" e riconosce di poter controllare la sua pipì, quindi impara a fare i suoi bisogni nel bagno.
- Joey: interpretato da Gilbert Gottfried. È il maestro dell'asilo nido frequentato da Mikey, è molto simpatico ed estroverso con i bambini.

## Edizioni
Quando in Italia il film è stato replicato sull'emittente Disney Channel, le scene contenenti parole volgari sono state tagliate.

## Riconoscimenti
- 1990 - Razzie Awards
  - Nomination Peggior attore non protagonista a Gilbert Gottfried
  - Nomination Peggior attrice non protagonista a Roseanne Barr
- 1990 - Stinkers Bad Movie Awards
  - Nomination Peggior film a Jonathan D. Krane

## Colonna sonora
La colonna sonora del film propone pezzi di successo di grandi artisti come John Lennon, George Harrison, Cher ed Elvis Presley. La famosa musica iniziale del logo della TriStar Pictures, composta da Dave Grusin, si può sentire durante la scena quando Julie cammina per la prima volta.